# Tipula (Sinotipula) gloriosa
Tipula (Sinotipula) gloriosa is een tweevleugelige uit de familie langpootmuggen (Tipulidae). De soort komt voor in het Palearctisch gebied.